# Berit Eldvik
Berit Eldvik, född 1946, är en svensk textilforskare och tidigare intendent vid Nordiska museet.
Eldvik skrev utställningskatalogen till Nordiska museets utställning Modemakt 2010 och har publicerat ett flertal verk om svensk textil- och modehistoria. Den dansande damastvävaren (1999) handlar om Carl Gustaf Widlund, den siste damastvävaren i Sverige.

## Publikationer i urval
- Eldvik, Berit, Möte med mode: folkliga kläder 1750–1900 i Nordiska museet, Nordiska museets förlag, Stockholm, 2014

- Eldvik, Berit, Modemakt: 300 år av kläder, Nordiska museets förlag, Stockholm, 2010

- Eldvik, Berit, Den dansande damastvävaren, Nordiska museet, Stockholm, 1999

- Eldvik, Berit, Broderi brodera, Nordiska museet, Stockholm, 1998